# Grammolingiidae
Grammolingiidae (лат.) — семейство вымерших насекомых из отряда сетчатокрылых. Время существования ограничивается юрским периодом (190,8—145,0 млн лет назад). К настоящему времени описано более 20 видов в составе родов Grammolingia, Protolingia, Litholingia, Leptolingia и Chorilingia. Особенно хорошо они представлены в отложениях средней юры Китая, однако встречаются также в Центральной Азии и Монголии. Отличительным признаком семейства является наличие двух рядов ячей в костальном поле переднего крыла, а также конфигурация жилок Sc и R1, которые идут параллельно, не сливаясь, до самого края крыла (за исключением Protolingia).